# Pedro Contreras
Pedro Contreras González (Madrid, 7 gennaio 1972) è un ex calciatore spagnolo, di ruolo portiere.

## Carriera

### Club
Prodotto del vivaio del Real Madrid, Contreras conquista la vittoria della Champions League 1998 pur non avendo giocato nemmeno un minuto in tale competizione. Durante le quattro stagioni in cui gioca per il Real Madrid B, gioca quattro volte nella stagione 1998-99 in cui il Real Madrid arriva secondo. Nella stagione 1996-97 Contreras gioca in prestito al Rayo Vallecano dove gioca 41 delle 42 partite, ma il club retrocede.
Contreras passa al Málaga nel 1999-2000. È il titolare indiscusso e salta soltanto 6 partite nel periodo di permanenza, cioè dal 1999 al 2003.
Viene poi ceduto al Real Betis nel 2003, dove colleziona 22 presenze in campionato nella stagione 2003-04 ma nessuna nella stagione successiva a causa di un infortunio e all'esplosione di Toni Doblas. Nel 2005-06 Contreras gioca in Coppa UEFA e in Champions League, in cui riesce a mantenere l'imbattibilità nella vittoria 1-0 contro il Chelsea.
Viene ceduto in prestito al Cádiz nella stagione 2007-2008.Al termine della stagione si ritira e torna al Malaga, dove ricopre il ruolo di preparatore dei portieri.

### Nazionale
Contreras fu il terzo portiere della Spagna al campionato del mondo 2002, venendo convocato al posto dell'infortunato Santiago Cañizares. Fece la sua unica presenza in Nazionale nel match terminato 0-0 contro il Paraguay, a Logroño il 16 ottobre 2002.

## Statistiche

### Cronologia presenze e reti in nazionale
| Cronologia completa delle presenze e delle reti in nazionale ― Spagna | Cronologia completa delle presenze e delle reti in nazionale ― Spagna | Cronologia completa delle presenze e delle reti in nazionale ― Spagna | Cronologia completa delle presenze e delle reti in nazionale ― Spagna | Cronologia completa delle presenze e delle reti in nazionale ― Spagna | Cronologia completa delle presenze e delle reti in nazionale ― Spagna | Cronologia completa delle presenze e delle reti in nazionale ― Spagna | Cronologia completa delle presenze e delle reti in nazionale ― Spagna |
| Data                                                                  | Città                                                                 | In casa                                                               | Risultato                                                             | Ospiti                                                                | Competizione                                                          | Reti                                                                  | Note                                                                  |
| --------------------------------------------------------------------- | --------------------------------------------------------------------- | --------------------------------------------------------------------- | --------------------------------------------------------------------- | --------------------------------------------------------------------- | --------------------------------------------------------------------- | --------------------------------------------------------------------- | --------------------------------------------------------------------- |
| 16-10-2002                                                            | Logroño                                                               | Spagna                                                                | 0 – 0                                                                 | Paraguay                                                              | Amichevole                                                            | -                                                                     |                                                                       |
| Totale                                                                |                                                                       | Presenze                                                              | 1                                                                     |                                                                       | Reti                                                                  | -0                                                                    |                                                                       |

## Palmarès

### Competizioni nazionali
- Campionato spagnolo: 1

Real Madrid: 1994-1995
- Supercoppa di Spagna: 1

Real Madrid: 1997
- Coppa di Spagna: 1

Betis Siviglia: 2004-2005

### Competizioni internazionali
- UEFA Champions League: 1

Real Madrid: 1997-1998
- Coppa Intercontinentale: 1

Real Madrid: 1998
- Coppa Intertoto UEFA: 1

Malaga: 2002